# Édouard Montoute
Édouard Montoute (ur. 20 grudnia 1970 w Kajennie) – francuski aktor, najbardziej znany z filmów Asterix i Obelix: Misja Kleopatra (rola Nexusisa), oraz serii filmów Taxi (Taxi, Taxi 2..., rola Alaina).

## Filmografia
- 2018: Taxi 5 jako Alain
- 2008: Scalp jako Ziggy
- 2007: Fracassés jako Jean-Paul
- 2007: Taxi 4 jako Alain
- 2006: Au crépuscule des temps jako Edouard Fournez
- 2006: Alice et Charlie jako Charlie
- 2006: David Nolande jako Franck
- 2005: W marzeniach (Dans tes rêves) jako Keuj
- 2005: Avant qu'il ne soit trop tard jako Gérard
- 2004: Gliniarze z przypadku (Nos amis les flics) jako Kiki
- 2003: Dédales jako Roy
- 2003: Taxi 3 jako Alain
- 2002: Asterix i Obelix: Misja Kleopatra (Astérix & Obélix: Mission Cléopâtre) jako Nexusis
- 2002: La Sirène rouge jako Oliveira
- 2002: Femme fatale jako Racine
- 2001: Central nuit jako Riri (gościnnie)
- 2001: Plażowicze nie zawsze są powierzchowni (Les Gens en maillot de bain ne sont pas (forcément) superficiels) jako Lulu
- 2001: Les Redoutables  (segment "Prime Time")
- 2000: Taxi 2 jako Alain
- 2000: Antilles sur Seine jako Freddy
- 2000: Duelles jako Bertrand Bardet (gościnnie)
- 1999: Du bleu jusqu'en Amérique jako Hamid
- 1999: Le Sourire du clown jako Alex
- 1998: Taxi jako Alain
- 1998: La Voie est libre' jako Yves
- 1997: W krzywym zwierciadle wyobraźni ('Mauvais genre) jako François
- 1997: Port Djema jako Ousman
- 1997: Bouge! jako Soso
- 1997: J'irai au paradis car l'enfer est ici jako Pascal
- 1995: Nienawiść (La Haine) jako Darty
- 1995: Fast jako Daniel
- 1991: Paryż się budzi (Paris s'éveille) jako Diler
- 1990: Jean Galmot